# Mongoloraphidia (Alatauoraphidia) eklipes
Mongoloraphidia (Alatauoraphidia) eklipes is een kameelhalsvliegensoort uit de familie van de Raphidiidae. De soort komt voor in Oezbekistan.
Mongoloraphidia (Alatauoraphidia) eklipes werd voor het eerst wetenschappelijk beschreven door U. Aspöck & H. Aspöck in 1993.